# Sprakeloos (boek)
Sprakeloos is een roman geschreven door de Belgische auteur Tom Lanoye. Het boek telt 360 pagina's en is geschreven in het Nederlands. De eerste druk dateert uit 2009. Het boek werd verfilmd en de gelijknamige film van Hilde Van Mieghem beleefde op 6 maart 2017 zijn première.

## Inhoud
In het boek beschrijft Lanoye zijn eigen moeder. Hij heeft het vooral over de aftakeling van zijn moeder na haar beroerte. Naast deze beschrijving van zijn moeder doorspekt hij het boek ook met jeugdverhalen en -herinneringen. Ook de 'coming-out' van Lanoye speelt een kleine rol in deze ode. De lezer komt uiteindelijk te weten hoe de dood van een moeder een gezin uit elkaar kan drijven.

## Prijzen
- 2010 - De Gouden Uil Publieksprijs
- 2011 - De Henriette Roland Holst-prijs

## Bestseller 60
| Boeken met noteringen in de Nederlandse Bestseller 60 | Jaar van verschijnen | Datum van binnenkomst | Hoogste positie | Aantal weken | Opmerkingen      |
| ----------------------------------------------------- | -------------------- | --------------------- | --------------- | ------------ | ---------------- |
| Sprakeloos                                            | 2009                 | 21-03-2012            | 13              | 4            | verfilmd in 2017 |